# Gerhard Paul
Pour les articles homonymes, voir Paul.
Gerhard Paul (né le 15 mars 1951 à Biedenkopf) est un historien allemand. Il est professeur d'histoire et de didactique à l'Université européenne de Flensbourg (de).

## Biographie
Gerhard Paul est né dans la petite ville de Biedenkopf dans la Hesse centrale (de) et grandit dans la ville voisine de Wallau. Il n'a jamais beaucoup apprécié la vie au village dans l'arrière-pays hessois (de), où il passe son enfance et son adolescence
Diplômé de l'école Lahntal (de), il étudie les sciences sociales et l'histoire aux universités de Bonn, Francfort-sur-le-Main et Hanovre de 1969 à 1975. Entre 1975 et 1984, il travaille dans l'éducation des adultes et comme scénariste et réalisateur de documentaires télévisés. En 1984, il obtient son doctorat à l'Université des sciences appliquées de Cassel. De 1984 à 1994, il est chargé de cours à l'Institut Otto-Suhr de l'Université libre de Berlin dans le domaine des "Fondements historiques de la politique", où il obtient également son habilitation en 1990. Parallèlement, de 1989 à 1992, il participe à l'Université de la Sarre au projet de recherche financé par la Fondation Volkswagen (de) "Résistance et refus en Sarre 1935-1945". De 1992 à 1995, il travaille également sur le projet "La Gestapo et la société allemande" à l'Université libre de Berlin, également financé par la Fondation Volkswagen.
Depuis 1994, Paul est professeur d'histoire et de didactique à l'Université de Flensbourg. De 1996 à 2000, il conçoit et dirige le projet de recherche "Histoire sociale de la terreur" à l'Université de Flensbourg. En 2006, il est porte-parole du Département V et membre du Sénat de l'Université de Flensbourg. Paul est interviewé en tant qu'historien à plusieurs reprises dans diverses émissions de télévision, notamment pour le documentaire néerlandais : Die Tage nach Hitler (de) de 2014. Après 44 semestres d'enseignement, il prend sa retraite universitaire à la fin du semestre d'été 2016.
En 2020, son livre Bilder einer Diktatur: Zur Visual History des ‚Dritten Reiches‘ est publié, dans lequel il interprète non seulement le monde visuel du national-socialisme, mais examine également les conditions dans lesquelles il est produit et reçu.

## Récompenses
- 2004 : Prix international du livre « Das Historische Buch 2004 » du forum Internet H-Soz-Kult pour les Bilder des Krieges – Krieg der Bilder. Die Visualisierung des modernen Krieges.

## Publications (sélection)

### monographies
- Aufstand der Bilder. Die NS-Propaganda vor 1933. Bonn 1990.  (ISBN 3-8012-5015-6).
- Staatlicher Terror und gesellschaftliche Verrohung. Die Gestapo in Schleswig-Holstein. Unter Mitarbeit von Erich Koch. Ergebnisse-Verlag, Hamburg 1996,  (ISBN 3-87916-037-6).
- „Landunter!“ Schleswig-Holstein und das Hakenkreuz. Aufsätze. Westfälisches Dampfboot, Münster 2001,  (ISBN 3-89691-507-X).
- mit Bettina Goldberg: Matrosenanzug, Davidstern. Bilder jüdischen Lebens aus der Provinz. Neumünster, Wachholtz, 2002,  (ISBN 3-529-06144-1).
- Bilder des Krieges – Krieg der Bilder. Die Visualisierung des modernen Krieges. Schöningh, Paderborn 2004;  (ISBN 3-506-71739-1). Fink, München;  (ISBN 3-7705-4053-0).
- Der Bilderkrieg. Inszenierungen, Bilder und Perspektiven der „Operation Irakische Freiheit“, Wallstein, Göttingen 2005,  (ISBN 3-89244-980-5).
- Die Geschichte hinter dem Foto. Authentizität, Ikonisierung und Überschreibung eines Bildes aus dem Vietnamkrieg. In: Zeithistorische Forschungen/Studies in Contemporary History (de). 2 (2005), Heft 2, S. 224–245 (online, abgerufen am 16. Juni 2011).
- Das HB-Männchen – Werbefigur des Wirtschaftswunders. In: Zeithistorische Forschungen/Studies in Contemporary History. 4 (2007), Heft 1+2 (online, abgerufen am 16. Juni 2011).
- Das Mao-Porträt. Herrscherbild, Protestsymbol und Kunstikone. In: Zeithistorische Forschungen/Studies in Contemporary History. 6 (2009), Heft 1, S. 58–84 (online, abgerufen am 16. Juni 2011).
- Das visuelle Zeitalter. Punkt & Pixel, Wallstein, Göttingen 2015,  (ISBN 978-3-8353-1675-1).
- Bilder einer Diktatur. Zur Visual History des >Dritten Reiches<, Wallstein, Göttingen 2020,  (ISBN 978-3-8353-3607-0).

### rédactions
- mit Miriam Gillis-Carlebach: Menora und Hakenkreuz. Zur Geschichte der Juden in und aus Schleswig-Holstein, Lübeck und Altona (1918–1998). Wachholtz, Neumünster 1998.
- Die Täter der Shoah. Fanatische Nationalsozialisten oder ganz normale Deutsche? Wallstein, Göttingen 2002,  (ISBN 3-89244-503-6).
- mit Klaus-Michael Mallmann (de): Die Gestapo im Zweiten Weltkrieg: „Heimatfront“ und besetztes Europa. Wissenschaftliche Buchgesellschaft (de), Darmstadt 2000 & Primus, Darmstadt 2000,  (ISBN 3-89678-188-X).
- mit Klaus-Michael Mallmann: Die Gestapo. Mythos und Realität. Primus, Darmstadt 2003,  (ISBN 3-89678-482-X) und WBG.
- mit Klaus-Michael Mallmann als Hrsg.: Karrieren der Gewalt. Nationalsozialistische Täterbiographien. WBG 2004,  (ISBN 3-534-16654-X); mehrere Neuauflagen, zuletzt 2021 unter  (ISBN 9783863126025).
- Visual History. Ein Studienbuch. V&R, Göttingen 2006,  (ISBN 978-3-525-36289-1).
- Das Jahrhundert der Bilder. Bildatlas. V&R, Göttingen
  - 1. 1900 bis 1949. 2009,  (ISBN 978-3-525-30011-4).
  - 2. 1949 bis heute. 2008,  (ISBN 978-3-525-30012-1).
- mit Broder Schwensen (Hrsg.): Mai ’45. Kriegsende in Flensburg. Flensburg 2015.